# Maechidius brevis
Maechidius brevis är en skalbaggsart som beskrevs av Waterhouse 1875. Maechidius brevis ingår i släktet Maechidius och familjen Melolonthidae. Inga underarter finns listade i Catalogue of Life.